# Slax
SLAX – jedna z dystrybucji Linuksa typu Live CD.
SLAX zbudowany jest w oparciu o dystrybucję Slackware – jedną z najstarszych dystrybucji Linuksa. Tworzony jest w całości tylko przez jedną osobę – Czecha Tomáša Matějíčka.
Głównym założeniem SLAX-a jest swoboda dostosowywania go do własnych potrzeb. Najnowsza wersja zajmuje ok. 200 MB, co sprawia, że z łatwością mieści się na płycie CD o średnicy 8 cm lub na pendrivie. Po zainstalowaniu na urządzeniu umożliwiającym zapis, wprowadzane zmiany zostają zapisane dzięki czemu konfiguracje i modyfikacje są przywracane przy następnym uruchomieniu, nawet jeśli system uruchamiany jest na innym komputerze.

## Zawartość
- Linux kernel 2.6.27.8
- X.Org 7.3 – Serwer X
- UnionFS, SquashFS – system plików
- KDE 3.5.10 – środowisko graficzne
- Fluxbox – menedżer okien
- MPlayer 1.0rc2, KPlayer – odtwarzacze plików multimedialnych
- Rdesktop (rscp w KDE) – zdalny pulpit
- Hotplug – menedżer urządzeń
- Cdrtools – zestaw narzędzi do nagrywania płyt CD
- Mutt – klient poczty e-mail
- Wget – menedżer pobierania

## Moduły
SLAX zbudowany jest z modułów, dzięki czemu działa szybciej (ładowane są tylko te moduły, które są w danej chwili potrzebne). W prosty sposób możemy modyfikować SLAX-a, usuwając niechciane moduły i dodając własne. Na stronie dystrybucji znajduje się repozytorium dodatkowych modułów, które można wykorzystać.
Pliki modułów z wersji 6.x posiadają rozszerzenie.lzm i są skompresowane za pomocą algorytmu LZMA. Moduły z wersji 5.x posiadają rozszerzenie.mo (algorytm gzip) i nie są kompatybilne z wersją 6.x.
Aktualnie w nowej wersji 9.2.1, SLAX nie bazuje na modułach z systemu Slackware (sb), tylko z pakietów APT, opartych na Debianie

## Edycje specjalne i pokrewne
Istnieje kilka odmian systemu opartych na wersji 5.1.8.1. Różnią się pomiędzy sobą dodatkowym oprogramowaniem oraz domyślnym menadżerem okien. Wersje od 6.0 wzwyż nie posiadają bliźniaczych odmian.
- Standard Edition – wersja standardowa z KDE oraz Fluxboksem, a także przydatnymi programami (pakiet biurowy KOffice, Mozilla Firefox, KMail)
- KillBill Edition – wersja standardowa rozszerzona o narzędzia pozwalające na uruchamianie aplikacji z MS Windows (m.in. Wine) oraz DOSBox i QEMU
- Popcorn Edition – wersja minimalistyczna wzbogacona o kodeki multimedialne, Xfce, Fluxbox, Mozilla Firefox, beep-XMMS, Gaim, AbiWord, mieści się na pendrivie 128 MB
- Server Edition – wersja przeznaczona dla serwerów, zawierająca usługi: DNS, DHCP, SAMBA, HTTP, FTP, MySQL, SMTP, POP3, IMAP i SSH.
- Frodo Edition – wersja “ascetyczna” – samo środowisko tekstowe